# Maravatío de Ocampo
Maravatío de Ocampo, conocida simplemente como Maravatío, es una ciudad del estado mexicano de Michoacán de Ocampo, cabecera del municipio de Maravatío.
La ciudad de Maravatío cuenta según datos del XIV Censo General de Población y Vivienda consultado por el Instituto Nacional de Estadística y Geografía con una población en 2020 de 39 425 habitantes, por lo cual es la 15.ª ciudad más poblada de Michoacán.

## Toponimia
Proviene de la castellanización del topónimo p’urhe (Idioma purépecha) Marhuuatio. compuesto de la palabra "maɽuuati" que significa útil o preciso y de la sufijo de residencia "o" para significar "hogar del útil o preciosa" pero en contexto referirse a que es donde reside alguno objeto preciso o útil en la localidad.

## Historia
La ciudad de Maravatío fue fundada el 23 de abril de 1540, por mandato del virrey Antonio de Mendoza, para que sirviera de barrera contra los chichimecas. En este lugar los misioneros establecieron un templo con el nombre de «San Juan Maravatío». La evangelización de esta zona la realizaron los franciscanos radicados en Ucareo. En el periodo virreinal se otorgó en encomienda a Pedro Juárez y años más tarde, se convirtió en República de Indios.
A principios del siglo XIX estaba considerada como villa y en octubre de 1810, iniciada la revolución de Independencia, se hospedó en la ciudad don Miguel Hidalgo y Costilla, a su paso rumbo a Toluca. Lo que es hoy municipio de Maravatío, durante el periodo virreinal y el porfiriato, fue un importante granero del país. Hubo aquí numerosas haciendas, cuya belleza arquitectónica todavía puede apreciarse. 
En la ahora exhacienda de Pateo, nació el ilustre liberal Melchor Ocampo.
En 1831, al otorgarle la categoría de municipio se convirtió en la cabecera del partido, conformado por Taximaroa-Hidalgo-Irimbo y su propia municipalidad. En 1837, al clasificarse como departamento el Estado de Michoacán, fue cabecera de distrito, abarcando los partidos de Zitácuaro, Zinapécuaro y el del propio Maravatío; para esta fecha había adquirido el rango de pueblo. Al adquirir el título de «Ciudad», tomó el nombre de «Maravatío de Ocampo».

## Demografía
Según el censo de 2020, Maravatío de Ocampo tiene una población de 39 425 habitantes, lo que representa un crecimiento promedio de 1.4 % anual en el período 2010-2020 sobre la base de los 34 450 habitantes registrados en el censo anterior. Con una superficie de 17.10 km², al año 2020 la densidad poblacional era de 2305 hab/km². El 47.8 % de la población (18 847 personas) eran hombres y el 52.2 % (20 578 personas) eran mujeres.

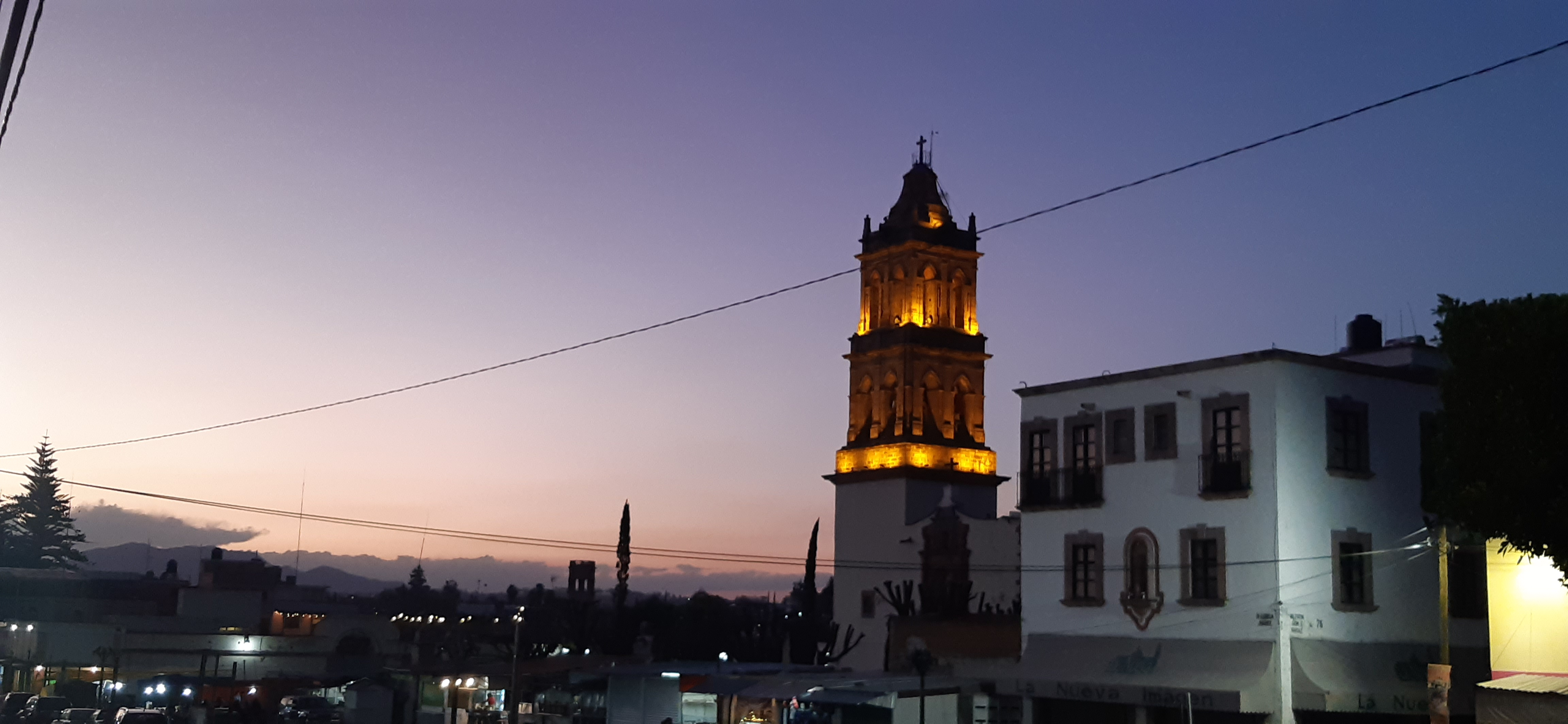
Parroquia San Juan Bautista.

En el año 2010, Maravatío de Ocampo estaba clasificada como una localidad de grado medio de vulnerabilidad social, aunque persistían deficiencias de acceso a la educación (11 753 personas con educación básica incompleta) y a la salud (16 022 personas sin derecho a la servicios de salud).
| Gráfica de evolución demográfica de Maravatío de Ocampo entre 1900 y 2020                         |
|                                                                                                   |
| Población de los censos del Instituto Nacional de Estadística y Geografía (INEGI) de 1900 a 2020. |

## Ubicación
La ciudad de Maravatío está ubicada en la parte noroeste del estado de Michoacán en el municipio de Maravatío. Su jurisdicción se extiende sobre una superficie de 632 km²; de acuerdo a ello, ocupa aproximadamente el 1 % del territorio michoacano y se ubica en lugar número 27 dentro de los 113 municipios que conforman el estado.

## Economía
La economía de la ciudad de Maravatío es principalmente agrícola, mediante la producción de fresa, maguey, maíz, frijol, papa, trigo, pera y sorgo. Además posee una ganadería con cierta importancia económica, e industrias enfocadas en la fabricación de piezas ornamentales de herrería.

## Educación
En 2010, el municipio contaba con escuelas preescolares, primarias, secundarias, ocho escuelas de formación media (bachilleratos) y nueve escuelas de formación para el trabajo. Contaba con 22 unidades médicas, en las que trabajaban 107 personas en total como personal médico. El 33.8 % de la población (22 918 personas), no habían completado la educación básica, carencia social conocida como rezago educativo. El 26.5 %, (17 962 personas) carecían de acceso a servicios de salud.